# Donato Coco
Donato Coco (* 1956, Foggia) je italský automobilový designér. Navrhl Citroën C1, Citroën C2, Citroën C3 Pluriel a Citroën C4.

## Život
Donato Coco studoval architekturu ve francouzském Besançonu a poté získal magisterský titul v automobilovém designu na Royal College of Art v Londýně. Během svého působení na Royal College of Art získal v roce 1983 první cenu z rukou britské premiérky Margaret Thatcherové.
Krátce poté se stal šéfdesignérem kompaktních vozů u firmy Citroën. Vedl design modelů Xsara Picasso, C2, C3 a C4. Dne 8. listopadu 2005 nastoupil k Ferrari jako nástupce Franka Stephensona. Navrhl modely F430 Scuderia a F430 Spider, California, 599XX a 458 Italia. V září 2009 odešel z Ferrari a jeho nástupcem se stal Flavio Manzoni.

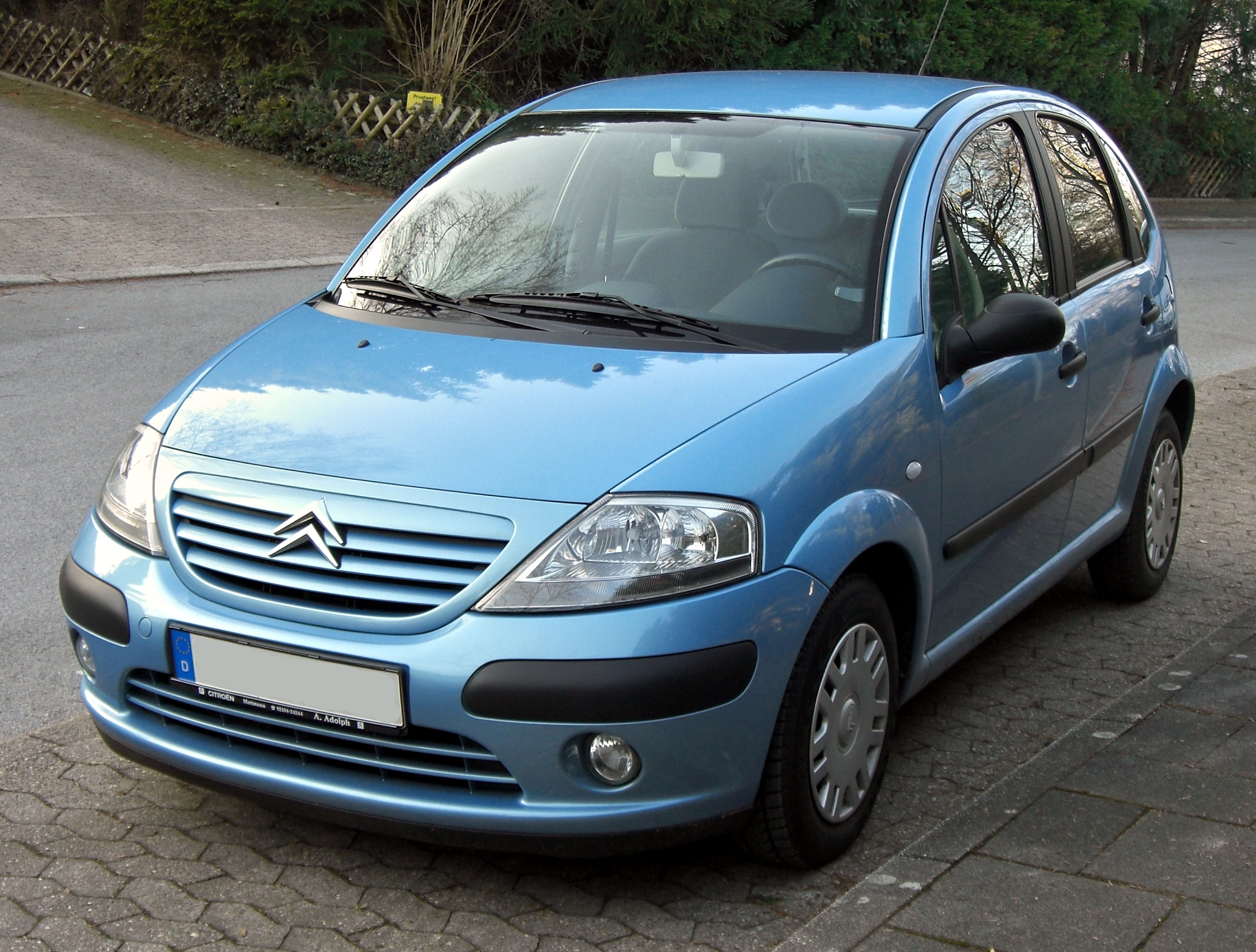
Citroën C3

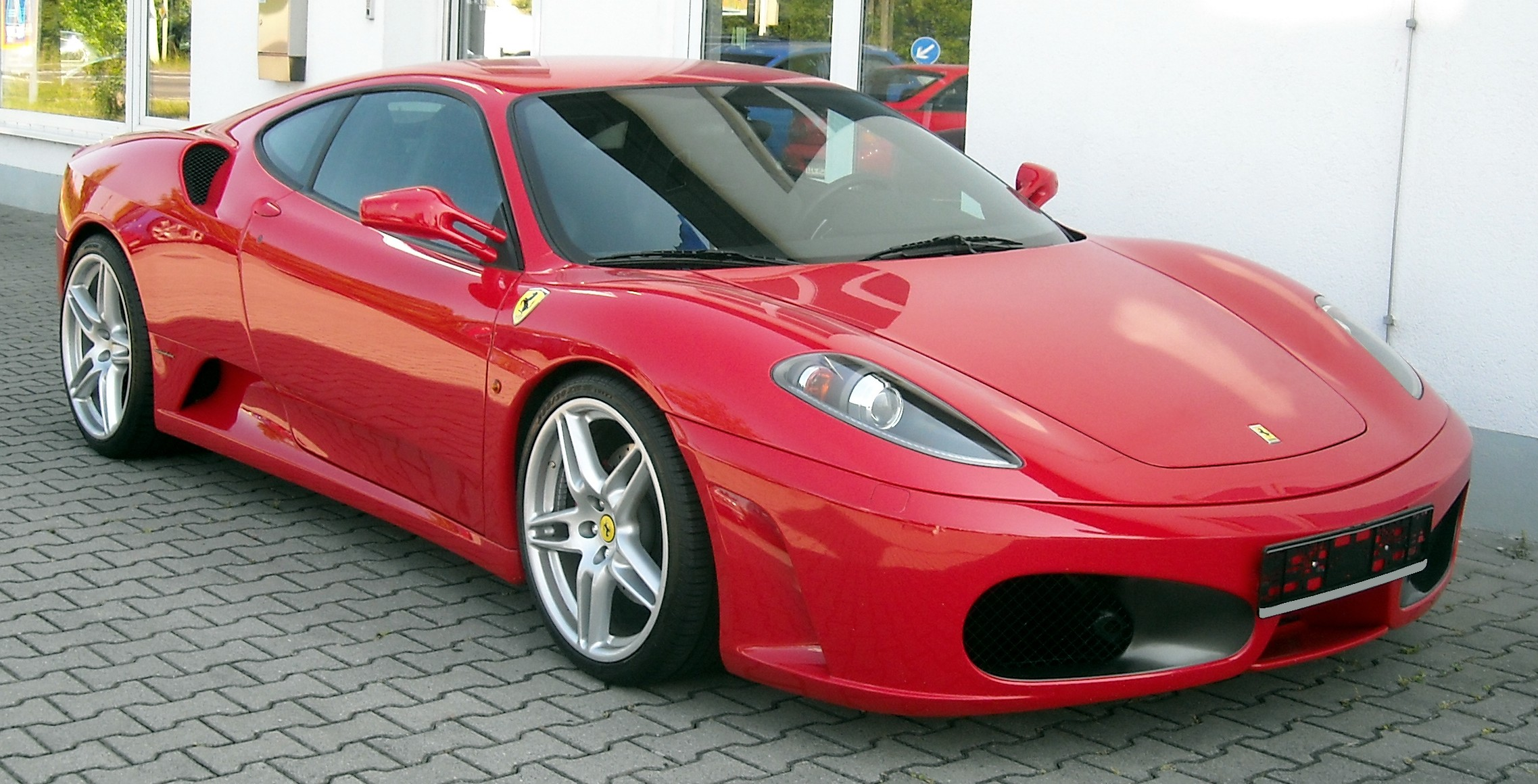
Ferrari F430